# Sarykamys
Sarykamys är en ort i Kazakstan. Den ligger i den östra delen av landet, 700 km sydost om huvudstaden Astana. Sarykamys ligger 544 meter över havet och antalet invånare är 4 038.
Terrängen runt Sarykamys är platt.  Trakten runt Sarykamys är nära nog obefolkad, med mindre än två invånare per kvadratkilometer. Det finns inga andra samhällen i närheten. Trakten runt Sarykamys består i huvudsak av gräsmarker.